# The Leguminosae of Tropical Africa
The Leguminosae of Tropical Africa (abreviado Legum. Trop. Africa) es un libro con ilustraciones y descripciones botánicas que fue escrito por el botánico y farmacéutico inglés Edmund Gilbert Baker y publicado en 3 partes en los años 1926-1930.

## Publicación
- Parte nº 1, [1]-215, Jan 1926;
- Parte nº 2, [i-iii], 216-607, Jul 1929;
- Parte nº 3, [i-iii], 608-693, Apr 1930